# Wysoki Okap (Masyw Śnieżnika)
Wysoki Okap (520–525 m n.p.m.) – skały w Masywie Śnieżnika, w Sudetach.
Gnejsowe skały o wysokości 5 m na zboczu wzniesienia Dzielec powyżej skał Stary Zamek i Grzybki nad Drogą Madejową.